# Gerhard Haelbich
Gerhard Haelbich (12 de novembro de 1916 - ) foi um comandante de U-boots alemão que serviu na Kriegsmarine durante a Segunda Guerra Mundial.

## Carreira

### Patentes
| Offiziersanwärter    | 3 de abril de 1936     |
| Seekadett            | 10 de setembro de 1936 |
| Fähnrich zur See     | 1 de maio de 1937      |
| Oberfähnrich zur See | 1 de julho de 1938     |
| Leutnant zur See     | 1 de outubro de 1938   |
| Oberleutnant zur See | 1 de outubro de 1940   |
| Kapitänleutnant      | 1 de junho de 1943     |